# 가치론
가치론(價値論)은 가치의 본질, 원천, 유형을 연구한다. 철학의 한 분야이자 경제학, 사회학, 인류학, 심리학 등 사회과학과 밀접하게 관련된 학제간 분야이다.
가치는 어떤 것의 가치로, 일반적으로 선과 악이라는 용어에 해당하는 긍정적 및 부정적 정도를 모두 포함하는 것으로 이해된다. 가치는 정서, 의사결정, 행동과 관련된 많은 인간의 노력에 영향을 미친다. 가치론자들은 본래적 가치와 도구적 가치의 대조와 같은 다양한 유형의 가치를 구별한다. 어떤 존재가 외부 요인과 무관하게 그 자체로 선할 경우 본래적 가치를 갖는다. 어떤 존재가 다른 선한 것으로 이끄는 수단으로서 유용할 경우 도구적 가치를 갖는다. 다른 분류는 경제적, 도덕적, 미적, 종교적 가치를 포함하여 이익의 유형에 초점을 맞춘다. 추가 분류는 절대적 가치와 다른 것에 상대적인 가치를 구별한다.
다양한 사상 학파는 가치의 본질과 기원에 대해 논쟁한다. 가치 실재론자는 가치가 실재의 객관적인 특징으로 존재한다고 주장한다. 반실재론자들은 이를 거부하며, 일부는 가치를 주관적인 인간의 창조물로 보고 다른 일부는 가치 진술을 무의미하다고 본다. 가치의 원천에 관해서는 쾌락주의자들은 기쁨만이 본래적 가치를 갖는다고 주장하는 반면, 욕구론자들은 욕구를 가치의 궁극적인 원천으로 논한다. 또 다른 접근 방식인 완전주의는 특징적인 인간 능력의 함양을 강조한다. 가치 다원론은 다양한 본래적 가치의 원천을 식별하며, 다른 유형에 속하는 가치들이 비교 가능한지 여부의 문제를 제기한다. 가치론자들은 다양한 탐구 방법을 사용하며, 직관과 사고 실험에 의존하는 것부터 언어 분석, 1인칭 경험 묘사, 행동 관찰, 설문조사에 이르기까지 다양하다.
가치론은 다양한 분야와 관련되어 있다. 윤리학은 주로 올바른 행동의 규범적 개념에 초점을 맞추는 반면, 가치론은 무엇이 선한지에 대한 평가적 개념을 탐구한다. 경제학에서 가치 이론은 상품의 경제적 가치를 평가하고 설명하는 틀이다. 사회학과 인류학은 지배적인 선호와 신념을 반영하여 가치를 사회와 문화의 측면으로 검토한다. 심리학에서 가치는 일반적으로 개인의 인격을 형성하는 추상적인 동기적 목표로 이해된다. 가치론의 뿌리는 인간이 추구해야 할 최고선에 대한 성찰로서 고대에 있다. 중세철학과 근대철학 시대에 다양한 전통이 이 사고 분야에 기여했지만, 19세기 말과 20세기 초에 이르러서야 독자적인 학문 분야로 정립되었다.

## 정의

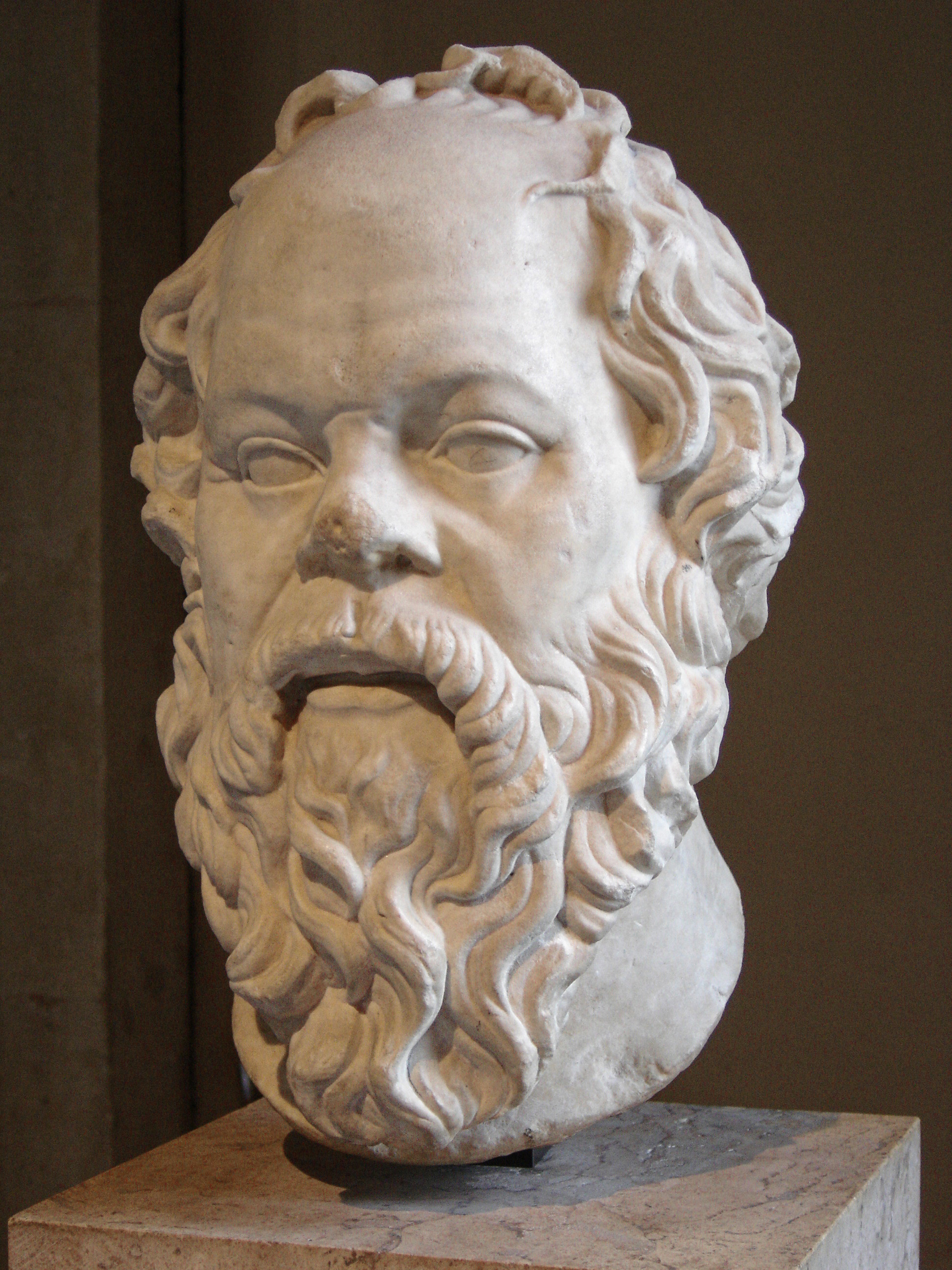
소크라테스와 같은 철학자들이 고대에 가치론에 초기 기여를 했음에도 불구하고, 이 사고 분야는 19세기 후반과 20세기 초반에 이르러서야 독자적인 학문으로 구상되었다.

가치론은 공리론 및 가치 이론으로도 알려져 있으며, 가치에 대한 체계적인 연구이다. 철학의 한 분야로서, 무엇이 선한지 그리고 어떤 것이 선하다는 것이 무엇을 의미하는지를 탐구한다. 다양한 유형의 가치를 구별하고, 가치를 어떻게 측정하고 비교할 수 있는지를 탐구한다. 이 분야는 또한 가치가 실재의 근본적인 측면인지, 그리고 가치가 정서, 욕구, 의사결정, 행동과 같은 현상에 어떻게 영향을 미치는지를 연구한다. 가치론은 가치가 정치, 경제, 과학, 개인 영역의 근간을 이루는 지침 원칙이기 때문에 많은 인간 노력과 관련이 있다. 웰빙, 효용, 미, 인간 생명, 지식, 지혜, 자유, 사랑, 정의와 같은 현상을 분석하고 평가한다.
가치론의 정확한 정의는 논쟁 중이며 일부 이론가들은 대안적인 특징화에 의존한다. 넓은 의미에서 가치론은 평가적 및 규범적 주제를 연구하는 모든 철학 분야를 포괄하는 총괄적인 명칭이다. 이 관점에 따르면, 가치론은 철학의 주요 분야 중 하나이며, 윤리학, 미학, 사회철학, 정치철학, 종교철학을 포함한다. 유사하게 넓은 특징화는 가치론을 사회학, 인류학, 심리학, 경제학과 같은 분야의 연구를 철학과 통합하는 다학제적 탐구 영역으로 본다. 좁은 의미에서 가치론은 결과주의 학파에 특히 관련이 있는 윤리학의 하위 분야이다. 이는 결과의 가치를 평가하는 방법을 결정하기 때문이다.
"공리론"(axiology)이라는 단어는 고대 그리스어 용어인 ἄξιος (axios, 의미: '가치 있는')와 λόγος (logos, 의미: '연구' 또는 '이론')에서 유래했다. 비록 가치론의 뿌리가 고대로 거슬러 올라가지만, 이 사고 분야는 공리론이라는 용어가 만들어진 19세기 말과 20세기 초에 이르러서야 독자적인 학문 분야로 구상되었다. "가치론"(value theory)과 "공리론"(axiology)이라는 용어는 보통 동의어로 사용되지만, 일부 철학자들은 이들을 구별한다. 한 특징화에 따르면, 공리론은 어떤 것이 가치 있고 얼마나 가치 있는지에 대한 이론으로만 자신을 제한하는 가치론의 하위 분야이다. "시간학"(timology)이라는 용어는 더 오래되고 덜 일반적인 동의어이다.

## 가치
가치는 어떤 것의 가치, 유용성 또는 장점이다. 가치론자들은 가치를 묘사하고 비교하는 데 사용되는 표현을 "평가적 용어"라고 부른다. 그들은 또한 가치의 유형이나 범주에 관심을 가진다. 제안된 분류들은 중복되며 가치의 원천, 수혜자, 기능과 같은 요인에 기반한다.

### 평가적 용어
가치는 평가적 용어를 통해 표현된다. 예를 들어, 선, 최선, 위대, 훌륭하다는 단어는 긍정적인 가치를 전달하는 반면, 악하다, 끔찍하다와 같은 단어는 부정적인 가치를 나타낸다. 가치론자들은 얇은 평가적 용어와 두꺼운 평가적 용어를 구별한다. 선하고 악하다는 것과 같은 얇은 평가적 용어는 추가적인 서술적 내용 없이 순수한 평가를 표현한다. 이들은 평가 외에 성격과 같은 다른 특성을 표현하여 더 많은 정보를 제공하는 용감하다거나 잔인하다는 것과 같은 두꺼운 평가적 용어와 대조된다. 가치는 종종 선악에 해당하는 긍정적 및 부정적 크기를 포괄하는 정도로 이해된다. '가치'라는 용어는 때때로 부정적인 정도를 나타내는 '반가치'(disvalue)라는 용어와 대조하기 위해 긍정적인 정도로 제한된다. '더 낫다', '더 나쁘다'는 단어는 정도를 비교하는 데 사용되지만, 양적 비교가 항상 가능한지는 논쟁의 여지가 있다. 평가는 가치를 평가하거나 측정하는 것으로, 종종 가장 유리한 선택을 찾기 위해 다른 옵션의 이점을 비교하는 데 사용된다.
평가적 용어는 때때로 규범적 또는 의무론적 용어와 구별된다. 옳다, 그르다, 의무와 같은 규범적 또는 의무론적 용어는 무엇을 해야 하는지 또는 무엇이 필요한지를 표현함으로써 행동이나 다른 상태를 규정한다. 평가적 용어는 사람들이 통제하거나 책임질 수 있는 것에 국한되지 않기 때문에 더 넓은 범위를 갖는다. 예를 들어, 소화나 지진과 같은 비자발적 사건은 엄격한 의미에서 옳거나 그르지 않더라도 긍정적 또는 부정적인 가치를 가질 수 있다. 이러한 구별에도 불구하고 평가적 개념과 규범적 개념은 밀접하게 관련되어 있다. 예를 들어, 행동 결과의 가치는 그 규범적 상태(즉, 행동이 옳은지 그른지)에 영향을 미칠 수 있다.

### 유형

#### 내재적 가치와 도구적 가치

어떤 존재가 그 자체로 선하다면 본래적 가치를 갖는다. 어떤 존재가 다른 선한 것으로 이어진다면 도구적 가치를 갖는다.

도구적 가치는 본래적 가치를 종착점으로 하는 사슬을 형성할 수 있다.

어떤 것이 외부 요인이나 결과와 독립적으로 그 자체로 선하거나 그 자체로 가치가 있다면 본래적 가치 또는 최종적 가치를 갖는다. 어떤 것이 바람직한 목적을 달성하는 수단으로서 유용하거나 다른 선한 것으로 이어진다면 외재적 가치 또는 도구적 가치를 갖는다. 예를 들어, 전자레인지나 돈과 같은 도구는 그것들이 수행하는 유용한 기능 때문에 도구적 가치를 갖는다. 어떤 경우에는 이런 방식으로 생산된 것이 그 자체로 도구적 가치를 갖는데, 돈을 사용하여 전자레인지를 사는 경우가 그렇다. 이로 인해 각각의 연결 고리가 다음 연결 고리를 유발함으로써 가치를 얻는 도구적으로 가치 있는 것들의 사슬이 생길 수 있다. 본래적으로 가치 있는 것들은 이러한 사슬의 종착점에 있으며 이전의 모든 연결 고리들의 가치를 뒷받침한다.

어떤 것이 그 자체로 선하면서도 다른 선한 것으로 이어진다면 내재적 가치와 도구적 가치를 모두 가질 수 있다.

어떤 것은 긍정적 결과와 부정적 결과를 모두 가질 수 있다. 그 총 도구적 가치는 모든 결과의 가치 균형이다.

본래적 가치와 도구적 가치를 구별하는 한 가지 제안은 G. E. 무어가 제안한 것으로, 가치 있는 것을 다른 모든 것과 고립시켜 상상하는 사고 실험에 의존한다. 그러한 상황에서 순수하게 도구적으로 가치 있는 것들은 아무런 목적도 수행하지 못하므로 가치를 잃는 반면, 순수하게 본래적으로 가치 있는 것들은 여전히 가치 있는 상태로 남는다. 일반적인 견해에 따르면, 기쁨은 본래적 가치의 원천 중 하나이다. 제안된 다른 원천으로는 욕구 만족, 미덕, 생명, 건강, 미, 자유, 지식 등이 있다.
본래적 가치와 도구적 가치는 배타적인 범주가 아니다. 따라서 어떤 것은 그 자체로 선하면서도 다른 선한 것으로 이어지는 경우 본래적 가치와 도구적 가치를 모두 가질 수 있다. 유사한 의미에서 어떤 것은 동시에 긍정적인 도구적 가치와 부정적인 도구적 가치를 모두 가질 수 있다. 이는 그 결과 중 일부는 좋지만 다른 일부는 나쁜 경우에 해당한다. 어떤 것의 총 도구적 가치는 그 모든 결과의 가치 균형이다.
도구적 가치는 다른 가치들에 의존하므로, 엄밀한 의미에서 가치로 이해되어야 하는지는 미지수이다. 예를 들어, 본래적으로 가치 있는 것으로 이어지는 인과 사슬의 전체 가치는 본래적으로 가치 있는 것에 영향을 주지 않고 도구적으로 가치 있는 연결 고리가 추가되거나 제거되더라도 동일하게 유지된다. 전체 가치가 변하지 않는다는 관찰은 추가되거나 제거된 것들이 가치를 갖지 않는다는 주장의 근거로 사용되기도 한다.
전통적으로 가치 이론가들은 내재적 가치와 최종적 가치라는 용어를 서로 바꿔 사용할 수 있는 용어로 사용했으며, 외재적 가치와 도구적 가치도 마찬가지였다. 이러한 관행은 20세기에 이들이 유사하지만 동일하지 않은 개념이라는 생각에 기반하여 의문이 제기되었다. 이 견해에 따르면, 어떤 것이 내재적 가치를 갖는 것은 그 가치의 원천이 내재적 속성이기 때문이다. 이는 그 가치가 다른 대상과의 관계에 의존하지 않는다는 것을 의미한다. 반대로 외재적 가치는 외부 관계에 의존한다. 이 견해는 도구적 가치를 외부 인과 관계에 기반한 외재적 가치의 한 유형으로 본다. 동시에, 이는 외부 비인과 관계에서 비롯되는 다른 유형의 비도구적 외재적 가치가 존재한다는 것을 허용한다. 최종적 가치는 내재적 또는 외재적 속성이 원인인지 여부와 관계없이 그 자체로 가치 있는 것으로 이해된다.

#### 절대적 가치와 상대적 가치
또 다른 구별은 절대적 가치와 상대적 가치 사이의 대조에 의존한다. 절대적 가치(또는 simpliciter 가치라고도 함)는 무조건적인 가치의 형태이다. 어떤 것이 다른 것에 상대적이거나 특정 고려 사항이나 관점에 제한될 경우 상대적 가치를 갖는다.
상대적 가치의 한 형태는 엔티티의 유형으로 제한되며, "그것은 좋은 칼이다" 또는 "잭은 좋은 도둑이다"와 같은 문장에서 표현된다. 이 형태는 "좋은"이라는 단어가 다른 용어의 의미를 수식하기 때문에 속성적 좋음으로 알려져 있다. 특정 유형으로서 속성적으로 좋다는 것은 그 유형의 특징적인 자질을 소유하는 것을 의미한다. 예를 들어, 좋은 칼은 날카롭고 좋은 도둑은 잡히지 않고 훔치는 기술을 가지고 있다. 속성적 좋음은 술어적 좋음과 대조된다. "기쁨은 좋다"는 문장이 한 예인데, '좋다'는 단어가 기쁨의 무조건적인 가치를 말하기 위한 술어로 사용되었기 때문이다. 속성적 좋음과 술어적 좋음은 서로 동반할 수 있지만, 항상 그런 것은 아니다. 예를 들어, 좋은 도둑이 되는 것이 반드시 좋은 일은 아니다.
또 다른 유형의 상대적 가치는 좋음을 특정 인물로 제한한다. 개인적 가치라고도 알려진 이 가치는 특정 인물에게 이익이 되거나, 그들의 복지를 증진하거나, 그들의 이익에 부합하는 것을 표현한다. 예를 들어, 어린이가 쓴 시는 다른 사람들에게는 가치가 없더라도 부모에게는 개인적 가치를 가질 수 있다. 반대로 비개인적 가치는 특정 인물이나 관점에 제한되지 않고 일반적으로 좋은 것이다. 무어와 같은 일부 철학자들은 개인적 가치의 존재를 부정하며, 모든 가치는 비개인적이라고 주장한다. 다른 철학자들은 개인적 가치와 비개인적 가치 간의 관계에 대한 이론을 제안했다. 누적 이론은 비개인적 가치가 모든 개인적 가치의 합에 불과하다고 말한다. 또 다른 견해는 비개인적 가치를 전체 우주의 관점에서 본 특정 유형의 개인적 가치로 이해한다.
행위자-상대적 가치는 때때로 평가적 관점의 또 다른 개인별 제한으로서 개인적 가치와 대조된다. 행위자-상대적 가치는 개인이 책임지거나 죄를 지는 것에 대한 도덕적 고려 사항에 영향을 미친다. 예를 들어, 메이가 페드로를 공항에서 태우러 오겠다고 약속하면 행위자-상대적 가치는 메이가 공항으로 운전해야 할 의무를 부여한다. 이 의무는 메이에게 이익이 되지 않더라도 유효하며, 이 경우 개인적 가치 없이 행위자-상대적 가치가 존재한다. 결과주의에서 행위자-상대적 가치는 종종 윤리적 딜레마와 관련하여 논의된다. 한 딜레마는 개인이 다른 가해자에 의해 두 명의 무고한 사람이 살해되는 것을 막기 위해 한 명의 무고한 사람을 살해해야 하는지 여부에 초점을 맞춘다. 행위자-중립적 관점은 한 명의 살인이 두 명의 살인보다 낫기 때문에 이 아이디어를 지지하는 경향이 있다. 행위자-상대적 관점은 이 결론을 거부하는 경향이 있는데, 이는 최초의 살인이 행위자-상대적 가치에 부정적인 영향을 미치기 때문에 피해야 한다고 주장한다.
전통적으로 대부분의 가치론자들은 절대적 가치를 가치론의 주요 주제로 여기고 이 유형에 초점을 맞춘다. 그러나 피터 기치와 필리파 풋과 같은 일부 철학자들은 절대적 가치 개념 자체는 무의미하며 상대적 가치의 한 형태로 이해되어야 한다고 주장했다.

#### 기타 구분
다양한 분류 원칙에 따라 다른 가치 분류가 제안되었지만, 모든 이론가에게 널리 받아들여지는 단일 접근 방식은 없다. 일부는 가치를 가지는 존재의 유형에 초점을 맞춘다. 이들은 개인, 집단, 사회, 환경, 비활성 사물과 같은 존재에 대한 별도의 범주를 포함한다. 또 다른 하위 분류는 관련된 이익의 유형에 주목하며 물질적, 경제적, 도덕적, 사회적, 정치적, 미적, 종교적 가치를 포함한다. 가치의 수혜자에 따른 분류는 자기 지향적 가치와 타자 지향적 가치를 구별한다.
역사적으로 영향력 있는 접근 방식은 세 가지 가치 영역을 식별한다: 진리, 선함, 미. 예를 들어, 신 칸트 학파 철학자 빌헬름 빈델반트는 이들을 의식의 가장 높은 목표로 특징지으며, 생각은 진리를, 의지는 선함을, 정서는 아름다움을 목표로 한다고 말한다. 유사한 견해는 중국 철학자 장다이녠(Zhang Dainian)이 제안한 것으로, 진리의 가치는 지식에 속하고, 선함의 가치는 행동에 속하며, 아름다움의 가치는 예술에 속한다고 말한다. 이 세 가지 구분은 프란츠 브렌타노와 위르겐 하버마스의 철학에서도 중요한 역할을 한다. 제안된 다른 가치 유형으로는 객관적, 주관적, 잠재적, 실제적, 우발적, 필연적, 내재적, 구성적 가치 등이 있다.

## 사상 학파

### 실재론과 반실재론
가치 실재론은 가치가 마음과 독립적으로 존재한다는 견해이다. 이는 객관적인 사실들이 주관적인 신념과 선호도에 관계없이 무엇이 가치를 갖는지를 결정한다는 것을 의미한다. 이 견해에 따르면, "그 행위는 나쁘다"는 평가적 진술은 "그 행위는 고통을 유발한다"는 경험적 진술만큼 객관적으로 참 또는 거짓이다.
실재론자들은 종종 가치를 가치 있는 것의 속성으로 분석한다. 예를 들어, 친절함이 좋다고 말하는 것은 친절함이 좋음의 속성을 소유하고 있다고 주장하는 것이다. 가치 실재론자들은 어떤 유형의 속성이 관련되는지에 대해 의견이 일치하지 않는다. 자연주의자들은 가치가 자연적인 속성이라고 말한다. 크기나 모양과 같은 자연적인 속성은 경험적 관찰을 통해 알 수 있으며 자연과학에서 연구된다. 비자연주의자들은 이 견해를 거부하지만 가치가 실재한다는 것에는 동의한다. 그들은 가치가 경험적 속성과 크게 다르며 실재의 다른 영역에 속한다고 말한다. 한 견해에 따르면, 가치는 경험적 관찰이 아니라 합리적 또는 정서적 직관을 통해 알려진다.
실재론자들 사이의 또 다른 의견 불일치는 가치를 지닌 존재가 구체적인 개별자인지 아니면 사태인지에 관한 것이다. 예를 들어, "빌"이라는 이름은 개별자를 지칭하는 반면, "빌은 기쁘다"라는 문장은 개별자 "빌"과 속성 "기쁘다"가 결합된 사태를 지칭한다. 일부 가치론자들은 가치가 빌에게 직접적으로 속하는 속성이라고 주장하는 반면, 다른 이들은 빌이 기쁘다는 사태의 속성이라고 주장한다. 이러한 구별은 가치론의 다양한 논쟁에 영향을 미친다. 어떤 경우에는 한 견해에 따르면 가치가 내재적이고 다른 견해에 따르면 외재적이다.
가치 실재론은 다양한 형태로 나타나는 반실재론과 대조된다. 가장 강력한 형태의 반실재론은 어떤 형태로든 가치의 존재를 부정하며, 가치 진술은 무의미하다고 주장한다. 이 입장과 실재론 사이에는 다양한 중간 견해가 있다. 일부 반실재론자들은 가치 주장이 의미를 갖는다는 것을 받아들이지만, 진릿값을 갖는다는 것을 부인하는데, 이러한 입장을 비인지주의라고 한다. 예를 들어, 정서주의자들은 가치 주장들이 "만세!" 또는 "야유!"와 같은 감탄사들이 사실을 진술하기보다는 감정을 표현하는 것과 유사하게 정서적 태도를 표현한다고 말한다.
인지주의자들은 가치 진술이 진릿값을 가진다고 주장한다. 즉, "지식은 본래적으로 선하다"와 같은 문장은 참이거나 거짓이다. 이 견해에 따르면, 오류 이론가들은 가치가 존재하지 않으므로 모든 가치 진술이 거짓이라고 주장함으로써 반실재론을 옹호한다. 또 다른 견해는 가치의 존재를 받아들이지만, 그것들이 마음과 독립적이라는 것을 부인한다. 이 견해에 따르면, 개인이 그것을 원하기 때문에 대상이 가치를 갖는지 여부는 개인의 정신 상태에 의해 결정된다. 유사한 견해는 장폴 사르트르와 같은 실존주의자들이 옹호하는데, 그들은 가치가 세계에 의미를 부여하는 인간의 창조물이라고 주장했다. 주관주의 이론은 가치가 각 주체에 상대적이라고 말하는 반면, 보다 객관주의적인 관점은 가치가 개별 정신보다는 일반적인 마음에 의존한다고 주장한다.
가치가 마음과 독립적이라는 것을 인정하지만 다른 사실로 환원될 수 있다는 다른 입장은 가치가 실재의 근본적인 부분이 아니라는 것을 의미한다. 환원주의의 한 형태는 어떤 것이 그것을 선호하는 것이 적합하다면, 사람들이 실제로 그것을 선호하는지 여부와 관계없이 좋다는 것을 주장한다. 이것은 적절한 태도 가치론으로 알려진 입장이다. 밀접하게 관련된 환원주의적 견해인 '벅패싱'(buck-passing)은 사람들이 어떤 방식으로 그것을 대할 이유가 있다면 어떤 것이 가치 있다는 것을 주장한다. 이러한 이유는 가치 있는 것의 다른 특징에서 비롯된다. 일부 견해에 따르면 환원주의는 실재론의 한 형태이지만, 가장 강력한 형태의 실재론은 가치가 실재의 근본적인 부분이며 다른 측면으로 환원될 수 없다고 말한다.

### 가치의 원천
가치의 원천에 대한 다양한 이론들이 제안되었다. 이들은 본질적으로 어떤 종류의 것들이 선한지를 명확히 하는 것을 목표로 한다. 역사적으로 영향력 있는 쾌락주의 이론은 사람들이 느끼는 방식이 가치의 유일한 원천이라고 주장한다. 더 구체적으로 말하면, 기쁨만이 본질적인 선이며, 고통만이 본질적인 악이라고 말한다. 이 견해에 따르면, 지식, 건강, 정의를 포함한 다른 모든 것은 쾌락이나 고통으로 이어지는 한에서만 도구적 가치를 갖는다. 쾌락주의자들은 보통 '쾌락'이라는 용어를 음식과 성의 육체적 쾌락뿐만 아니라 책 읽기의 즐거움이나 친구의 승진에 대한 행복과 같은 더 지적이거나 추상적인 쾌락을 포함하는 넓은 의미로 이해한다. 쾌락 경험은 정도가 다양하며, 쾌락주의자들은 보통 그 강도와 지속 시간을 쾌락이 갖는 가치의 크기와 연관시킨다.
많은 쾌락주의자들은 쾌락과 고통을 대칭적인 반대 개념으로 간주한다. 즉, 쾌락의 가치는 강도가 같다면 고통의 반가치와 균형을 이룬다고 본다. 그러나 일부 쾌락주의자들은 이러한 대칭성을 거부하고 쾌락을 경험하는 것보다 고통을 피하는 것에 더 큰 비중을 둔다. 쾌락이 가치 있다는 것은 널리 받아들여지지만, 쾌락주의자들이 쾌락만이 가치의 유일한 원천이라는 주장은 논란의 여지가 있다. 밀접하게 관련된 이론인 복지주의는 웰빙을 가치의 유일한 원천으로 이해한다. 웰빙은 개인에게 궁극적으로 좋은 것이며, 쾌락 외에도 건강, 개인적 성장, 의미 있는 인간 관계, 삶의 목적 의식과 같은 다른 측면을 포함할 수 있다.
욕구 이론은 약간 다른 설명을 제공하며, 욕구 만족이 가치의 유일한 원천이라고 주장한다. 이 이론은 많은 사람들이 쾌락을 원하고 욕구 만족이 종종 쾌락을 동반하기 때문에 쾌락주의와 중복된다. 그러나 중요한 차이점이 있다. 사람들은 지식, 성취, 존경과 같은 다양한 다른 것들도 원하며, 욕구 만족이 항상 쾌락을 초래하지 않을 수도 있다. 일부 욕구 이론가들은 가치가 욕구 만족 자체의 속성이라고 주장하는 반면, 다른 이론가들은 가치가 욕구를 만족시키는 대상의 속성이라고 말한다. 욕구 이론의 한 논쟁은 모든 욕구가 가치의 원천인지 여부에 관한 것이다. 예를 들어, 어떤 사람이 돈이 자신을 행복하게 만든다는 잘못된 믿음을 가지고 있다면, 돈에 대한 욕구의 만족이 가치의 원천인지 여부는 의문이다. 이러한 고려 사항을 다루기 위해 일부 욕구 이론가들은 욕구가 완전히 정보화되고 합리적인 사람이라면 가질 수 있는 경우에만 가치를 제공할 수 있다고 말함으로써, 오도된 욕구는 가치의 원천에서 제외된다.
완전주의는 인간 본성의 실현과 특징적인 인간 능력의 함양을 본질적인 선의 원천으로 식별한다. 이는 신체적, 정서적, 의지적, 인지적, 사회적, 예술적, 종교적 분야에 속하는 능력과 성격을 포괄한다. 완전주의자들은 어떤 인간 탁월성이 가장 중요한지에 대해 의견이 일치하지 않는다. 많은 이들은 지식, 창의성, 건강, 아름다움, 자유로운 행위, 자비와 용기와 같은 도덕적 미덕 등 다양한 인간 탁월성을 인정하는 다원적이다. 한 가지 제안에 따르면, 인간의 선에는 두 가지 주요 분야가 있다. 세계를 이해하는 데 책임이 있는 이론적 능력과 세계와 상호 작용하는 데 책임이 있는 실용적 능력이다. 일부 완전주의자들은 인간 본성의 이상적인 특징을 인간 번영의 목표로 제시하며, 인간 탁월성은 이 목표의 실현을 촉진하는 측면이라고 주장한다. 이 견해는 아리스토텔레스가 합리성을 인간 존재의 본질이자 이상적인 상태로 강조한 것에서 나타난다. 비인본주의적 버전은 완전주의를 자연 세계 전반으로 확장하여, 본질적 가치의 원천으로서의 탁월성은 인간 영역에 국한되지 않는다고 주장한다.

### 일원론과 다원론
일원론적 가치 이론은 본래적 가치의 단일 원천만이 존재한다고 주장한다. 이들은 다양한 것들이 가치를 가지고 있다는 데 동의하지만, 모든 근본적으로 선한 것들이 동일한 유형에 속한다고 주장한다. 예를 들어, 쾌락주의자들은 쾌락 외에는 아무것도 본래적 가치를 갖지 않는다고 주장하는 반면, 욕구 이론가들은 욕구 만족이 근본적인 선의 유일한 원천이라고 주장한다. 다원주의자들은 이 견해를 거부하며, 단순한 단일 가치 체계는 가치 영역의 복잡성을 포착하기에는 너무 조악하다고 주장한다. 그들은 다양한 가치 원천이 서로 독립적으로 존재하며, 각각이 세계의 전체 가치에 기여한다고 말한다.
가치 다원론의 한 가지 동기는 사람들이 행복, 우정, 성공, 지식 등 다양한 종류의 것들을 가치 있게 여긴다는 관찰이다. 이러한 다양성은 사람들이 우정과 경력 성공 사이의 선택과 같이 경쟁하는 가치들 사이에서 어려운 결정을 내릴 때 특히 두드러진다. 이러한 경우, 가치 다원론자들은 다른 항목들이 다른 유형의 가치를 가지고 있다고 주장할 수 있다. 일원론자들은 본래적 가치의 단일 원천만을 받아들이기 때문에, 가치 있는 항목 중 일부는 도구적 가치만 있고 본래적 가치는 없다고 제안함으로써 다른 설명을 제공할 수 있다.

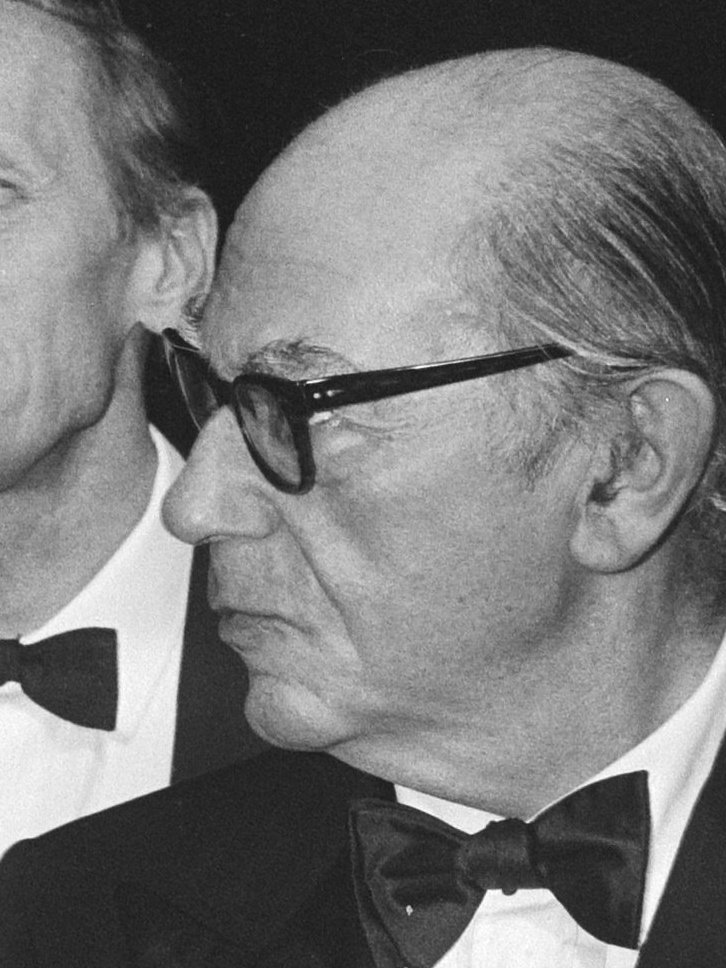
이사야 벌린은 자유와 평등과 같은 다른 유형의 가치들 간의 충돌은 항상 해결될 수 없다고 주장했다.

다원론자들은 자신들의 견해가 실제 결정에 어떻게 영향을 미치는지에 대해 다양한 설명을 제안했다. 합리적인 결정은 종종 어떤 행동 방침을 추구해야 하는지를 결정하기 위해 가치 비교에 의존한다. 일부 다원론자들은 어려운 선택에 직면했을 때 사람들이 더 높은 가치를 증진하는 데 도움이 되도록 다양한 가치 유형의 상대적 중요성과 비중을 반영하는 가치 위계를 논한다. 예를 들어, 철학자 막스 셸러는 가치를 그 지속성과 성취도에 따라 쾌락, 효용, 활력, 문화, 신성이라는 수준으로 순위를 매긴다. 그는 쾌락과 같은 낮은 가치를 더 높은 가치를 희생하면서 증진해서는 안 된다고 주장한다.
급진적 다원론자들은 이러한 접근 방식을 거부하고, 다른 유형의 가치들이 서로 비교할 수 없다고 주장함으로써 다양성을 더 강조한다. 이는 각 가치 유형이 고유하며, 어떤 것이 더 우월한지 결정하는 것이 불가능하다는 것을 의미한다. 일부 가치 이론가들은 급진적 다원론을 사용하여 가치 충돌이 불가피하며, 한 가치의 획득이 다른 가치의 상실을 항상 보상할 수 없으며, 일부 윤리적 딜레마는 해결 불가능하다고 주장한다. 예를 들어, 철학자 이사야 벌린은 이 아이디어를 자유와 평등의 가치에 적용하여, 한 가치의 이득이 다른 가치의 손실을 보충할 수 없다고 주장했다. 유사하게, 철학자 조셉 라즈는 변호사가 될 것인지 클라리넷 연주자가 될 것인지와 같이 직업 경로의 가치를 비교하는 것이 종종 불가능하다고 말했다. 이 맥락에서 상호 비교 불가능성과 공통 척도 부재는 종종 동의어로 사용된다. 그러나 루스 창과 같은 철학자들은 이들을 구별한다. 이 관점에 따르면, 공통 척도 부재는 다른 유형의 가치를 정량화할 공통된 척도가 없다는 것을 의미한다. 공통 척도 부재 가치는 비교 가능할 수도 있고 아닐 수도 있다. 만약 비교 가능하다면, 한 가치가 다른 가치보다 낫다고 말할 수 있지만, 얼마나 더 나은지는 정량화할 수 없다.

### 기타
전체의 본래적 가치가 그 부분의 본래적 가치에 의해 어떻게 결정되는지에 대한 몇 가지 논쟁이 있다. 가법성 원리에 따르면, 전체의 본래적 가치는 단순히 그 부분의 본래적 가치들의 합이다. 예를 들어, 덕 있는 사람이 행복해지면 행복의 본래적 가치는 덕의 본래적 가치에 단순히 더해져 전체 가치를 증가시킨다.

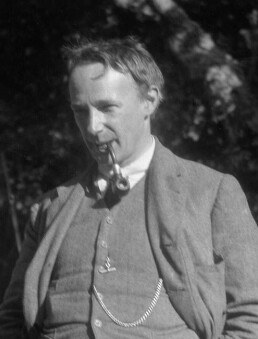
G. E. 무어는 유기적 통일체라는 개념을 도입하여, 전체의 총 본래적 가치가 그 부분의 본래적 가치의 합과 다른 존재를 설명했다.

가법성 원리에 대한 다양한 반례가 제안되었으며, 이는 부분과 전체의 관계가 더 복잡하다는 것을 시사한다. 예를 들어, 이마누엘 칸트는 사악한 사람이 행복해진다면, 이 행복은 그 자체로는 좋지만 전체 가치를 증가시키지 않는다고 주장했다. 오히려 칸트에 따르면, 사악함이 행복으로 보상되어서는 안 되므로 상황을 더 악화시킨다고 보았다. 이러한 상황은 유기적 통일체로 알려져 있다. 즉, 그 본래적 가치가 그 부분의 본래적 가치들의 합과 다른 전체이다. 가치론의 전체론이라고 불리는 또 다른 관점은 어떤 것의 본래적 가치가 그 맥락에 달려 있다고 주장한다. 전체론자들은 행복이 덕의 맥락에서는 긍정적인 본래적 가치를 가지며, 악의 맥락에서는 부정적인 본래적 가치를 갖는다고 주장할 수 있다. 원자론자들은 본래적 가치가 맥락에 독립적이라고 주장하며 이 견해를 거부한다.
가치 집계 이론은 각 개인이 결과에 긍정적 또는 부정적으로 영향을 받는 방식에 따라 결과의 전체 가치를 계산하기 위한 구체적인 원칙을 제공한다. 예를 들어, 정부가 일부 사람들에게 긍정적으로, 다른 사람들에게 부정적으로 영향을 미치는 새로운 정책을 시행하는 경우, 가치 집계 이론을 사용하여 정책의 전체 가치가 긍정적인지 부정적인지 결정할 수 있다. 가치론적 공리주의는 가법성 원리를 받아들여 총 가치는 단순히 모든 개별 가치의 합이라고 말한다. 가치론적 평등주의자들은 가치의 총합뿐만 아니라 가치가 어떻게 분배되는지에도 관심을 가진다. 그들은 두 결과의 총합이 같더라도 일부는 많이 이득을 보고 다른 일부는 적게 이득을 보는 결과보다 균형 잡힌 이득 분배가 있는 결과가 더 낫다고 주장한다. 가치론적 우선주의자들은 특히 불우한 개인들의 이득에 관심을 가진다. 그들은 도움이 필요한 사람들에게 이득을 제공하는 것이 다른 사람들에게 동일한 이득을 제공하는 것보다 더 큰 가치를 가진다고 말한다.
또 다른 논쟁은 삶의 의미에 대한 것으로, 삶 또는 존재 전체가 더 높은 의미나 목적을 가지고 있는지 여부를 탐구한다. 자연주의적 관점은 삶의 의미가 물리적 세계 내에서 발견되며, 모든 사람에게 진실인 객관적인 가치 또는 개인적 선호에 따라 달라지는 주관적인 가치로 존재한다고 주장한다. 인간이 의미를 찾는 분야로는 자유 행사, 대의에 헌신, 이타주의 실천, 긍정적인 사회 관계, 개인적인 행복 추구 등이 제안된다. 대조적으로 초자연주의자들은 의미가 자연 세계 너머에 있다고 제안한다. 예를 들어, 다양한 종교는 하느님이 더 높은 목적을 위해 세상을 창조하여 존재에 의미를 부여했다고 가르친다. 관련 관점은 불멸의 영혼이 초월적 실재와 연결되고 영적으로 진화함으로써 의미의 원천 역할을 한다고 주장한다. 실존적 허무주의자들은 더 높은 목적이 없다고 주장함으로써 자연주의적 설명과 초자연주의적 설명을 모두 거부한다. 그들은 삶이 무의미하며, 그 결과로 계속 살아갈 더 높은 이유가 없으며 모든 노력, 성취, 행복, 고통이 궁극적으로 무의미하다고 제안한다.
형식적 가치론은 철학자 로버트 S. 하트만이 처음 개발한 가치 이론이다. 이 접근 방식은 가치론을 논리학 및 수학과 유사한 형식 과학으로 다룬다. 이는 공리를 사용하여 가치의 추상적인 정의를 제공하며, 가치를 사물의 속성이 아니라 개념의 속성으로 이해한다. 가치는 개체가 그 개념을 얼마나 충족하는지를 측정한다. 예를 들어, 좋은 자동차는 신뢰할 수 있는 엔진과 효과적인 브레이크와 같이 자동차의 모든 바람직한 특성을 가지고 있는 반면, 나쁜 자동차는 많은 특성이 부족하다. 형식적 가치론은 세 가지 근본적인 가치 유형을 구별한다. 본래적 가치는 사람에게 적용되고, 외재적 가치는 사물, 행동, 사회적 역할에 적용되며, 체계적 가치는 개념적 구성물에 적용된다. 형식적 가치론은 이러한 가치 유형이 어떻게 위계를 형성하고 어떻게 측정될 수 있는지를 탐구한다.

## 방법
가치론자들은 탐구를 수행하고, 이론을 정당화하며, 가치를 측정하기 위해 다양한 방법을 사용한다. 직관주의자들은 평가적 주장을 평가하기 위해 직관에 의존한다. 이 맥락에서 직관은 자명한 주장의 즉각적인 파악 또는 이해를 의미하며, 이는 다른 관찰로부터 추론하지 않고도 그 진실성을 평가할 수 있다는 것을 의미한다. 가치론자들은 이러한 종류의 이해를 얻기 위해 종종 사고 실험에 의존한다. 사고 실험은 철학적 문제를 예시하는 상상된 시나리오이다. 철학자들은 반사실적 사고를 사용하여 가능한 결과를 평가하고 근본적인 문제에 대한 통찰력을 얻는다. 예를 들어, 철학자 로버트 노직은 이상적인 삶을 가상으로 시뮬레이션할 수 있는 경험 기계를 상상한다. 노직은 사람들이 이 즐거운 시뮬레이션에서 남은 여생을 보내고 싶어 하지 않을 것이라는 주장에 근거하여 쾌락이 본래적 가치의 유일한 원천이라는 쾌락주의자들의 주장에 반대한다. 그에 따르면, 이 사고 실험은 현실과의 진정한 연결의 가치가 쾌락으로 환원될 수 없다는 것을 보여준다.
현상학자들은 가치 경험에 대한 상세한 1인칭 설명을 제공한다. 그들은 욕구, 관심, 선호에서부터 사랑과 미움의 형태를 띤 감정에 이르기까지 정서적 경험을 면밀히 조사한다. 그러나 그들은 자신들의 탐구를 이러한 현상에만 국한하지 않고, 가치가 경험 전반에 스며든다고 주장한다. 현상학적 방법의 핵심 측면은 선입견과 판단을 보류하여 의식에 나타나는 경험의 본질을 이해하는 것이다.
개념과 일상 언어의 분석은 또 다른 탐구 방법이다. 가치에 대해 이야기할 때 사용되는 용어와 문장을 조사함으로써, 가치론자들은 그 의미를 명확히 하고, 중요한 구별을 밝혀내고, 가치론적 이론에 대한 찬반 논증을 공식화하는 것을 목표로 한다. 예를 들어, 자연주의자와 비자연주의자 사이의 주요 논쟁은 "선"이라는 용어의 개념 분석에 달려 있으며, 특히 그 의미가 기쁨과 같은 자연적 용어를 통해 분석될 수 있는지 여부에 달려 있다.

슈워츠의 기본 인간 가치 이론은 가치 우선순위를 측정하는 도구이다. 이는 다른 가치들 사이의 각거리를 사용하여 그들이 얼마나 호환되는지를 나타내며, 다른 가치들을 원형으로 배열한다.

사회과학에서 가치론자들은 개인과 집단의 평가적 관점을 측정하는 데 어려움을 겪는다. 특히, 그들은 개인의 가치 위계를 결정하는 것을 목표로 한다. 예를 들어, 개인이 진리에 더 큰 비중을 두는지, 도덕적 선함이나 아름다움에 더 큰 비중을 두는지 등을 결정한다. 그들은 직접 측정 방법과 간접 측정 방법을 구별한다. 직접 측정 방법은 사람들이 어떤 것을 가치 있게 여기고 어떤 가치 우선순위를 가지고 있는지에 대해 직접적인 질문을 하는 것을 포함한다. 이 접근 방식은 사람들이 자신의 평가적 관점을 알고 정확하게 표현할 수 있다고 가정한다. 간접 측정 방법은 이러한 가정을 공유하지 않고, 대신 가치가 무의식적인 수준에서 행동과 선택을 안내한다고 주장한다. 결과적으로, 그들은 사람들이 어떻게 결정하고 행동하는지 관찰하여, 특정 행동 방침을 선택하는 원인이 되는 근본적인 가치 태도를 추론하려고 한다.
심리학 및 관련 사회과학에서는 가치 우선순위를 측정하기 위해 다양한 목록 또는 가치 척도가 제안되었다. 로키치 가치 조사는 도덕적 가치와 능력과 같은 도구적 가치와 자유와 가족의 안전과 같은 최종적 가치의 두 그룹으로 나뉜 총 36가지 가치를 고려한다. 참가자들은 각 가치가 참가자의 삶에 미치는 영향에 따라 순위를 매기도록 요청받아, 각 가치에 할당된 상대적 중요성을 이해하는 것을 목표로 한다. 슈워츠의 기본 인간 가치 이론은 로키치 가치 조사의 수정판으로, 보다 문화 간적이고 보편적인 평가를 제공하고자 한다. 이는 이웃하는 가치들이 서로 호환됨을 반영하기 위해 가치들을 원형으로 배열한다. 예를 들어, 변화에 대한 개방성과 자기 향상은 호환되지만, 변화에 대한 개방성과 보존은 서로 충돌할 수 있다.

## 다양한 분야에서

### 윤리학
윤리학과 가치론은 중첩되는 탐구 분야이다. 윤리학은 도덕적 현상을 연구하며, 사람들이 어떻게 행동해야 하는지 또는 어떤 행동이 도덕적으로 옳은지에 초점을 맞춘다. 가치론은 일반적으로 가치의 본질, 원천 및 유형을 탐구한다. 일부 철학자들은 가치론을 윤리학의 하위 분야로 이해한다. 이는 사람들이 무엇을 해야 하는지가 가치 고려 사항에 영향을 받지만, 반드시 그것에만 국한되지는 않는다는 생각에 기반한다. 다른 견해는 윤리학을 가치론의 하위 분야로 본다. 이 관점은 윤리학이 사람들이 통제할 수 있는 것에 영향을 미치는 도덕적 가치에 관심을 가지는 반면, 가치론은 누구의 통제도 벗어나는 것을 포함하여 더 넓은 범위의 가치를 탐구한다는 생각에 따른다. 일부 관점은 윤리학과 가치론을 대조하며, 윤리학이 다루는 규범적 개념과 가치론이 다루는 평가적 개념이 다르다고 주장한다. 가치론적 윤리는 도덕적 관점에서 가치의 본질과 역할을 탐구하는 윤리학의 하위 분야로, 어떤 목적이 추구할 가치가 있는지 결정하는 데 특별한 관심을 가진다.
결과주의 윤리 이론은 윤리학과 가치론의 관점을 결합하여 행동의 옳고 그름이 그 결과의 가치에 달려 있다고 주장한다. 결과주의자들은 가능한 행동 방침을 비교하며, 사람들은 가장 좋은 전체 결과로 이어지는 것을 따라야 한다고 말한다. 행동의 전체 결과는 그 효과의 총체, 즉 그렇지 않았으면 발생하지 않았을 인과 사슬을 시작함으로써 세상에 어떤 영향을 미치는지이다. 결과주의의 다양한 버전은 가치 원천에 대한 다른 이론에 의존한다. 결과주의의 주요 형태인 고전적 공리주의는 도덕적 행동이 가장 많은 사람들에게 가장 많은 기쁨을 생산한다고 말한다. 이는 올바른 행동에 대한 결과주의적 관점과 기쁨을 본래적 가치의 유일한 원천으로 보는 쾌락주의적 관점을 결합한다.

### 경제학
경제학은 개인 행위자와 사회 시스템의 관점에서 상품과 서비스가 어떻게 생산, 분배, 소비되는지를 연구하는 사회과학이다. 경제학자들은 평가를 경제 활동의 원동력으로 본다. 그들은 경제 가치 개념과 관련 평가 개념을 사용하여 의사결정 과정, 자원 할당, 정책 영향을 이해한다. 상품의 경제적 가치 또는 이점은 그것이 경제적 주체에게 제공하는 이점으로, 종종 사람들이 그것을 위해 지불하려는 의사로 측정된다.
경제적 가치 이론은 경제적 가치가 어떻게 발생하고 어떤 요인이 그것에 영향을 미치는지 설명하는 틀이다. 주요 틀로는 고전적인 노동가치론과 신고전적인 한계가치론이 있다. 처음에 경제학자 애덤 스미스와 데이비드 리카도가 개발한 노동 이론은 사용가치 (상품이 제공하는 효용 또는 만족)와 교환 가치 (한 상품이 다른 상품과 교환될 수 있는 비율)를 구별한다. 노동 이론은 교환 가치에 초점을 맞추는데, 이는 상품을 생산하는 데 필요한 노동량에 의해 결정된다고 말한다. 가장 단순한 형태에서는 교환 가치를 노동 시간에 직접적으로 연관시킨다. 예를 들어, 사냥꾼이 사슴 한 마리를 사냥하는 데 필요한 시간이 비버 한 마리를 사냥하는 데 필요한 시간의 두 배라면, 사슴 한 마리는 비버 두 마리 가치가 된다. 철학자 카를 마르크스는 다양한 방식으로 노동가치론을 확장했다. 그는 투입된 시간과 자원을 넘어 자본주의자들이 직원들의 노동으로 어떻게 이윤을 얻을 수 있는지를 설명하는 잉여가치 개념을 도입했다.
한계 가치 이론은 생산보다는 소비에 초점을 맞춘다. 이는 상품의 효용이 그 가치의 원천이라고 말한다. 특히, 이는 상품 한 단위를 더 소비함으로써 얻는 추가적인 만족인 한계효용에 관심을 가진다. 한계효용은 이미 많은 단위가 소비되었다면 종종 감소하여, 풍부하게 이용 가능한 상품의 교환 가치 감소로 이어진다. 노동 이론과 한계 이론은 나중에 스라피안 가치 이론에 의해 도전받았는데, 이 이론은 노동의 양을 포함하되 이에 국한되지 않는 다양한 형태의 생산 비용을 고려한다.

### 사회학
사회학은 사회 행동, 관계, 제도, 그리고 사회 전반을 연구한다. 이러한 현상에 대한 분석과 설명에서 일부 사회학자들은 가치 개념을 사용하여 사회 응집력과 갈등, 사람들이 따르는 규범과 관행, 그리고 집단 행위와 같은 문제를 이해한다. 그들은 일반적으로 가치를 개인들이 소유하고 사회 집단에서 공유되는 주관적인 태도로 이해한다. 이 견해에 따르면, 가치는 사람들이 특정 방식으로 행동하도록 안내하는 추구할 가치가 있는 목표에 대한 믿음 또는 우선순위이다. 예를 들어, 교육을 중요하게 여기는 사회는 고품질 교육을 보장하기 위해 상당한 자원을 투자할 수 있다. 개인과 사회 집단의 측면으로서의 이러한 가치의 주관적인 개념은 상품의 측면으로서 가치를 이해하는 경제학에서 더 두드러지는 가치의 객관적인 개념과 대조된다.
공유 가치는 사람들이 공동의 목표를 추구하는 데 도움을 주어 사회적 응집력을 높일 수 있다. 반대로 가치 차이는 사람들을 대립적인 집단으로 나누어 상충되는 프로젝트를 추진하게 할 수 있다. 일부 사회학자들은 가치 연구를 사용하여 사람들의 행동을 예측한다. 어떤 사람이 환경을 중요하게 여긴다는 관찰을 통해, 그들은 이 사람이 재활용을 하거나 친환경 법안을 지지할 가능성이 더 높다고 결론 내릴 수 있다. 이러한 유형의 연구 중 하나는 가치 척도를 사용하여 개인과 집단의 가치관을 측정한다. 예를 들어, 로키치 가치 조사와 슈워츠의 기본 인간 가치 이론이 있다.

### 인류학
인류학은 또한 인간의 행동과 사회를 연구하지만, 현대 사회 구조에만 국한하지 않고 과거와 현재의 인류를 모두 포함하여 초점을 확장한다. 사회학자들과 유사하게, 많은 인류학자들은 가치를 추구할 가치가 있는 목표에 대한 사회적 표현으로 이해한다. 그들에게 가치는 바람직한 것에 대한 문화와 이데올로기와 관련된 정신 구조에 내재되어 있다. 인류학의 약간 다른 접근 방식은 가치의 실제적인 측면에 초점을 맞추며, 가치는 인간 활동을 통해 끊임없이 창조된다고 주장한다.
인류학적 가치 이론가들은 가치를 사용하여 문화를 비교한다. 그들은 모든 사회에 존재하는 보편적인 관심사로서 유사점을 조사하는 데 사용될 수 있다. 예를 들어, 인류학자 클라이드 클러콘과 사회학자 프레드 스트로드트벡은 모든 문화에서 발견되는 일련의 가치 지향을 제안했다. 이러한 지향은 인간 본성, 인간 활동, 사회 조직, 자연과의 관계, 그리고 과거, 현재, 미래에 대한 초점을 중심으로 한다. 가치는 또한 문화 간의 차이와 문화 내의 가치 변화를 분석하는 데 사용될 수 있다. 인류학자 루이 뒤몽은 이 아이디어를 따라, 다른 사회의 문화적 의미 체계가 가치 우선순위에서 다르다고 제안했다. 그는 가치가 다른 모든 가치보다 우세한 일련의 최고 가치들을 중심으로 계층적으로 정렬된다고 주장했다. 예를 들어, 뒤몽은 전통적인 인도 카스트 제도를 순수성 가치에 기반한 문화적 계층으로 분석했으며, 순수한 브라만에서부터 "불가촉" 달리트에 이르는 것을 포함한다.
개인주의와 집단주의의 대조는 문화 간 가치 연구에서 영향력 있는 주제이다. 개인주의는 자기지향성, 독립성, 개인적 목표의 달성과 같은 개인의 자주권과 관련된 가치를 촉진한다. 집단주의는 협력, 동조, 집단적 이익을 위한 개인적 이익 포기와 같은 집단 관련 가치를 우선시한다. 대략적으로 단순화하면, 개인주의는 서양 문화에서 더 두드러지는 반면, 집단주의는 동양 문화에서 더 흔히 관찰된다고 종종 제안된다.

### 심리학
정신 현상과 행동을 연구하는 심리학은 사회학 및 인류학과 대조적으로, 넓은 사회적, 문화적 맥락보다는 개인의 관점에 더 초점을 맞춘다. 심리학자들은 가치를 추상적인 동기적 목표 또는 무엇이 중요한지에 대한 일반적인 원칙으로 이해하는 경향이 있다. 이 관점에서 가치는 구체적인 상황에 얽매이지 않는 안정적인 평가 경향이므로 특정 계획 및 의도와는 다르다.
가치에 대한 다양한 심리학 이론은 개인의 평가적 관점과 그들의 인격 사이에 밀접한 연관성을 설정한다. 심리학자 필립 E. 버논과 고든 올포트가 정립한 초기 이론은 인격을 일관된 가치 체계로 통합된 여러 측면의 집합으로 이해한다. 이 이론은 이론, 경제, 미학, 사회, 정치, 종교라는 가치 영역에 해당하는 여섯 가지 인격 유형을 구별한다. 예를 들어, 이론적 인격을 가진 사람들은 지식의 가치와 진리의 발견에 특별한 중요성을 부여한다. 버논과 올포트의 영향을 받아 심리학자 밀턴 로키치는 가치를 목표와 행동에 대한 지속적인 믿음으로 개념화했다. 그는 가치를 도구적 가치와 최종적 가치라는 범주로 나누었다. 그는 인격의 중심 측면은 사람들이 각 범주 내에서 가치에 우선순위를 두는 방식에 있다고 생각했다. 심리학자 샬롬 슈워츠는 가치를 감정과 동기에 연결함으로써 이 접근 방식을 개선했다. 그는 서로 다른 옵션의 가치가 충돌하는 결정에서 가치 순위가 어떻게 영향을 미치는지 탐구했다.

## 역사
가치론의 기원은 고대로 거슬러 올라가며, 좋은 삶과 추구할 가치가 있는 목적에 대한 초기 성찰에서 비롯되었다. 소크라테스 (기원전 469~399년)는 지식, 기쁨, 미덕의 올바른 조합을 최고선으로 보았으며, 적극적인 탐구는 쾌락과 관련이 있고 선에 대한 지식은 덕 있는 행동으로 이어진다고 주장했다. 플라톤 (기원전 428~347년)은 선을 보편적이고 불변하는 이념으로 개념화했다. 그것은 그의 형상론에서 가장 높은 형상이며, 다른 모든 형상의 원천이자 실재와 지식의 기초 역할을 한다. 아리스토텔레스 (기원전 384~322년)는 에우다이모니아를 최고선이자 인간 삶의 궁극적인 목표로 보았다. 그는 에우다이모니아를 이성에 따라 미덕을 행사함으로써 달성되는 행복 또는 번성으로 이해했으며, 이는 인간 잠재력의 완전한 실현으로 이어진다고 보았다. 에피쿠로스 (기원전 341~271년)는 미묘한 이기적 쾌락주의를 제안하며, 개인적인 쾌락이 가장 큰 선이라고 주장했지만, 지나친 욕망과 미래에 대한 불안의 부정적인 영향을 피하기 위해 절제를 권장했다. 스토아 학파에 따르면, 자연과 이성을 따르는 덕 있는 삶이 최고선이다. 그들은 자기 통제와 합리성이 외부 상황과 무관하게 유쾌한 평정심으로 이어진다고 생각했다. 플라톤의 영향을 받은 플로티노스 (204/5–270 CE)는 선이 모든 것이 발산하는 실재의 궁극적인 원리라고 주장했다. 그에게 악은 별개의 대립 원리가 아니라 단순히 선과의 연결이 없어서 발생하는 존재의 결핍 또는 부재에 불과했다.

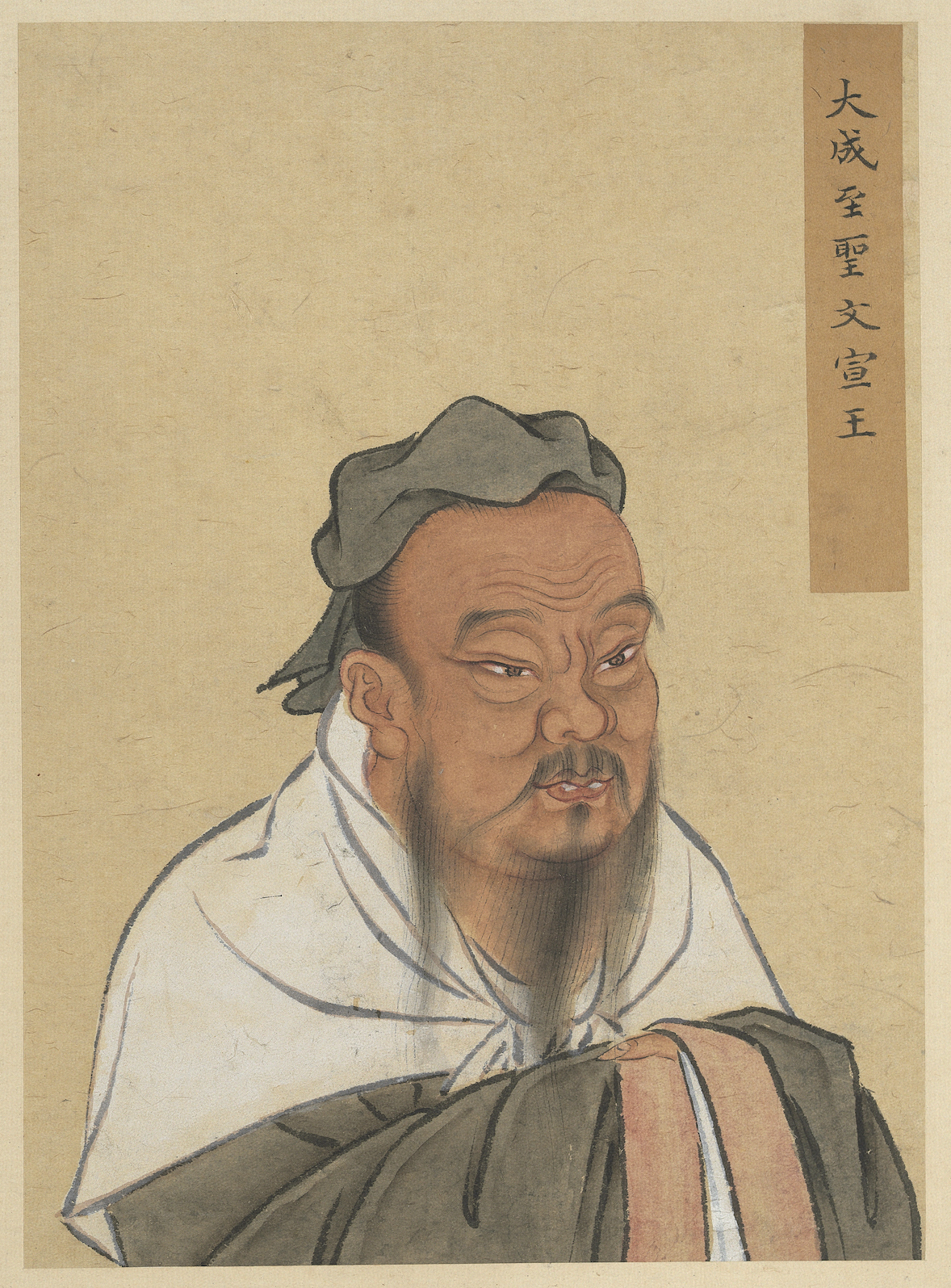
공자는 인류에 대한 보편적인 자비를 최고의 미덕으로 보았다.

고대 인도 철학에서는 기원전 600년경부터 사람들이 윤회에 갇혀 있다는 사상이 대두되었다. 많은 전통이 이를 받아들였고, 이 윤회로부터의 해방이 최고선이라고 주장했다. 힌두 철학은 네 가지 근본적인 가치인 의무, 경제적 부, 감각적 쾌락, 해탈을 구별한다. 많은 힌두 학파는 해탈의 가치를 우선시한다. 유사한 관점은 기원전 6세기에서 5세기 사이에 시작된 고대 불교의 사상에서 발견되는데, 열반의 달성을 통한 고통의 종식이 궁극적인 목표로 간주된다. 고대 중국에서 공자 (기원전 551~479년)는 자기 수양이 덕 있는 삶을 이끄는 데 중요한 역할을 한다고 보았으며, 인류에 대한 보편적인 자비를 최고의 미덕으로 여겼다. 노자 (기원전 6세기)는 최고의 미덕을 물에 비유하며 우주의 자연 질서와의 조화로운 삶의 중요성을 강조했다.
종교적 가르침은 중세에 가치론에 영향을 미쳤다. 초기 기독교 사상가들은 히포의 아우구스티누스 (354~430 CE)와 같이 플라톤과 플로티노스의 이론을 종교적 틀로 각색했다. 그들은 하느님을 존재와 선의 궁극적인 원천으로 보았고, 악을 선의 단순한 결핍 또는 박탈로 보았다. 아리스토텔레스주의에 의존하여, 기독교 철학자 토마스 아퀴나스 (1224~1274 CE)는 신과의 교제, 즉 신을 복음적 시현으로 보는 것이 인간의 최고의 목적이라고 말했다. 아랍-페르시아 철학에서 이븐 시나 (980~1037 CE)는 지성을 최고의 인간 능력으로 간주했다. 그는 관상적 삶이 인간을 최고의 선으로 준비시키며, 이는 인간이 신체의 방해로부터 자유로워지는 내세에서만 달성된다고 생각했다. 중국 사상에서 초기 성리학자 한유 (768~824 CE)는 학자를 이상적인 역할 모델로 보았는데, 그는 자기 수양을 통해 일상생활에서 이론과 행동의 조화로 표현되는 개인의 온전함을 달성한다.
근대 초기에 토머스 홉스 (1588~1679)는 가치를 개인의 관심사에 따라 달라지는 주관적인 현상으로 이해했으며, 상호 관심사와 이점을 정치적 결정의 핵심 원칙으로 검토했다. 데이비드 흄 (1711~1776)은 홉스의 주관주의에 동의하며, 가치가 객관적인 사실과 어떻게 다른지를 탐구했다. 이마누엘 칸트 (1724~1804)는 최고선은 도덕적 미덕에 비례하는 행복이라고 주장했다. 그는 도덕률을 존중하고 사람들의 내재적 가치를 존중함으로써 미덕의 우월성을 강조하며, 도덕적 미덕이 이상적으로는 개인적 행복을 동반하지만 항상 그런 것은 아니라고 덧붙였다. 제러미 벤담 (1748~1832)과 존 스튜어트 밀 (1806~1873)은 가치에 대한 쾌락주의적 이론과 올바른 행동에 대한 결과주의적 이론을 결합한 고전적 공리주의를 정립했다. 헤르만 로체 (1817~1881)는 가치 철학을 발전시켜, 가치가 선을 중심으로 질서 있는 전체로서 세상을 의미 있게 만든다고 주장했다. 로체의 영향을 받은 신 칸트 학파 철학자 빌헬름 빈델반트 (1848~1915)는 철학을 가치 이론으로 이해하며, 보편적인 가치가 지식과 행동의 규범을 포함하여 모든 주체가 따라야 할 원칙을 결정한다고 주장했다. 프리드리히 니체 (1844~1900)는 가치가 인간의 창조물이라고 주장했다. 그는 전통적인 가치, 특히 기독교적 가치를 비판하며 생명 긍정, 힘, 탁월성을 중심으로 하는 모든 가치의 재평가를 요구했다.

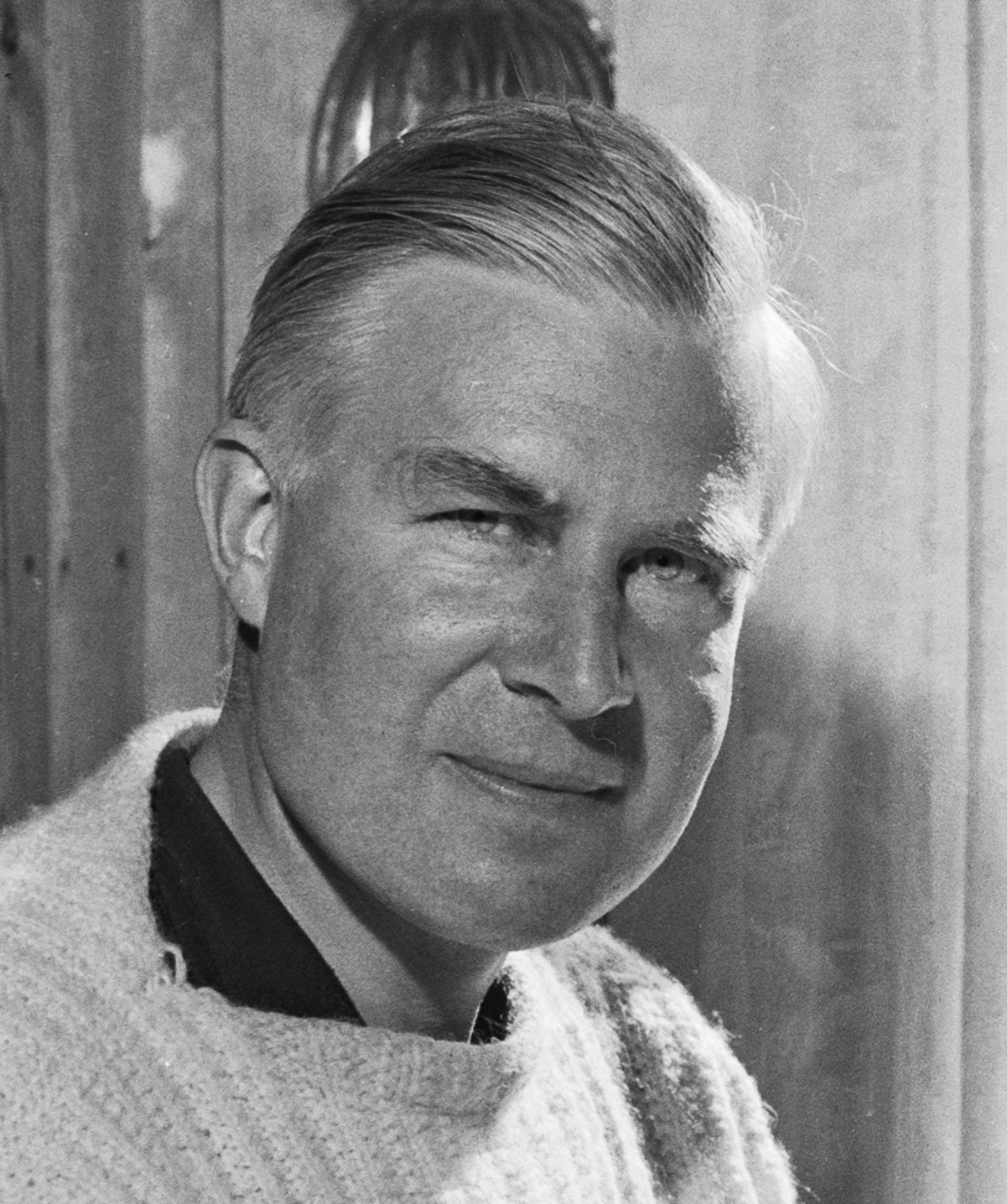
G. H. 폰 브리히트는 다양한 유형의 선함을 분석하고 비교했다.

20세기 초, 실용주의 철학자 존 듀이 (1859~1952)는 가치론적 자연주의를 옹호했다. 그는 가치와 가치 판단을 구별하며, 올바른 가치 평가 기술은 경험을 통해 배워야 한다고 덧붙였다. G. E. 무어 (1873~1958)는 유기적 통일체와 내재적 가치와 외재적 가치의 대조와 같은 다양한 가치론적 개념을 개발하고 정교화했다. 그는 가치의 본질에 대한 비자연주의와 가치의 지식에 대한 직관주의를 옹호했다. W. D. 로스 (1877~1971)는 무어의 직관주의를 받아들이고 더 상세히 설명하며, 이를 사용하여 가치론적 다원주의를 정립했다. R. B. 페리 (1876~1957)와 데이비드 프랄 (1886~1940)은 가치가 관심과 호감과 같은 정서적 상태에서 비롯된다는 생각에 기반하여 체계적인 가치 이론을 명확히 했다. 로버트 S. 하트만 (1910~1973)은 형식적 가치론을 개발하며, 가치가 어떤 것이 이상적인 개념을 얼마나 구현하는지를 측정한다고 말했다. A. J. 에이어 (1910~1989)는 가치에 대한 반실재론을 제안하며, 가치 진술은 단지 화자의 승인 또는 비승인을 표현할 뿐이라고 주장했다. J. L. 매키 (1917~1981)가 도입한 다른 유형의 반실재론은 가치가 존재하지 않으므로 모든 가치 주장은 거짓이라고 제안한다. G. H. 폰 브리히트 (1916~2003)는 좋은 운전자로서의 기술적 좋음과 좋은 식사로서의 쾌락적 좋음과 같이 "좋은"이라는 용어의 다른 의미 또는 종류를 구별하여 개념적 분석을 제공했다.
대륙 철학에서 프란츠 브렌타노 (1838~1917)는 가치에 대한 적절한 태도 이론의 초기 버전을 정립하며, 어떤 것이 사랑과 같이 그것에 대해 긍정적인 태도를 가지는 것이 적절하다면 그것은 좋다고 말했다. 1890년대에 그의 제자들인 알렉시우스 마이농 (1853~1920)과 크리스티안 폰 에렌펠스 (1859~1932)는 일반적인 가치 이론에 대한 아이디어를 구상했다. 브렌타노의 또 다른 제자인 에드문트 후설 (1859~1938)은 현상학을 발전시키고 이 접근 방식을 가치 연구에 적용했다. 후설의 접근 방식을 따라, 막스 셸러 (1874~1928)와 니콜라이 하르트만 (1882~1950)은 각각 포괄적인 가치론적 윤리 체계를 제안했다. 가치가 객관적인 실재를 가진다고 주장하며, 그들은 다양한 가치 유형이 어떻게 위계를 형성하는지 탐구하고 이 위계적 관점에서 가치 충돌과 올바른 결정의 문제를 검토했다. 마르틴 하이데거 (1889~1976)는 가치론을 비판하며, 가치를 사물의 측면으로 이해함으로써 잘못된 형이상학적 관점에 의존한다고 주장했다. 실존주의 철학자 장폴 사르트르 (1905~1980)는 가치는 그 자체로 존재하는 것이 아니라 능동적으로 창조된다고 제안하며, 이 과정에서 인간의 자유, 책임, 진정성의 역할을 강조했다.

## 같이 보기
- 돈
- 허무주의
- 효용
- 가치 (경제)
- 가치관